# Tanyderus patagonicus
Tanyderus patagonicus är en tvåvingeart som beskrevs av Alexander 1913. Tanyderus patagonicus ingår i släktet Tanyderus och familjen Tanyderidae. Inga underarter finns listade i Catalogue of Life.